# Martin Jacobi
Martin Jacobi (* 17. Mai 1865 in Schwetz, Westpreußen; † 24. Oktober 1919 in München) war ein deutscher Komponist und Musikwissenschaftler.

## Leben und Wirken
Jacobi studierte zunächst bei Fritz Volbach Musik am Königlichen Institut für Kirchenmusik in Berlin, dann bei Wilhelm Tappert (1830–1907) und bei Heinrich Reimann sowie Gesang bei Konzertbariton Felix Schmidt an der Königlichen Hochschule für Musik. Daran schloss sich ein musikwissenschaftliches Studium an der Universität Erlangen an, wo er 1907 auch zum Dr. phil. promoviert wurde. Danach lebte er freischaffend überwiegend in Berlin. Er komponierte vorwiegend Lieder und Duette, aber auch eine Oper und eine Operette.
Seine Grabstätte befindet sich auf dem Südwestkirchhof Stahnsdorf.

## Werke
- Der Kulturwert der Schaubühne, Borna-Leipzig 1907. (Diss.)
- Melodienkranz für das deutsche Haus. Vortragsstücke für Klavier zwei- und vierhändig, Violine und Klavier sowie Gesang, Berlin-Tempelhof (1908).
- Felix Mendelssohn Bartholdy (= Volksbücher der Musik Nr. 116), Bielefeld-Leipzig 1910
- Op. 1: Es fiel ein Reif in der Frühlingsnacht (Lieder/Text von H. Heine)
- Op. 2: Als ich dich kaum gesehen. (Lieder und Gesänge/Text von T. Storm), Berlin 1890
- Op. 5: Vier Lieder und eine Singstimme mit Pianofortebegleitung
  - Nr. 1: Leise zieht durch mein Gemüt. (Text von H. Heine)
  - Nr. 2: Gefunden. (Text von J. W. von Goethe)
  - Nr. 3: Bei den Bienenstöcken im Garten. (Text von Otto Roquette)
  - Nr. 4: Wanderers Nachtlied (Text von J. W. von Goethe)
- Op. 8: Zwei Lieder für eine Singstimme mit Pianofortebegleitung. (1. Wiegenlied: Text Robert Reinick / 2. Über allen Gipfeln)
- Op. 10: Ihr Bild. Komische Operette in einem Aufzug, Berlin 1892
- Op. 12: Zwei Lieder. (Nr. 1 Das kranke Herz)
- Op. 19: Aus der Kinderwelt. (Lieder)
- Op. 22: Morgens send' ich dir ein Veilchen. (Text von H. Heine)
- Op. 29: Nur etwas Glück. (Lieder)
- Op. 30: Vier Lieder (Nr. 1 Selige Menschen)
- Op. 31: Rommance pour violoncelle avec accompagment de piano
- Op. 32: Vier Stücke für Violine & Klavier (Duo), Mainz 1902
- Op. 33: Drei Lieder (Nr. 1 Es fallen Blätter / Nr. 3 Sternschnuppen)
- Op. 34: Drei Lieder (Nr. 3 Vorm Himmelstor), Mainz 1903
- Op. 35: Vier Lieder für mittlere Stimme und Klavier, Mainz 1908
- Op. 39/Nr. 1: Preghiera (Duo)
- Op. 39/Nr. 2: Serenata (Duo)
- Op. 41: Drei Gedichte von Frida Schanz. (Lieder / 1. Über schankendem Grund / 2. Wenn die Seele rein bleibt / 3. Kinder und Alte). Berlin 1912
- Therese. Oper. (Text von Norbert Kern), (München) 1917
- Der Feldpostbrief. In: Preisgekrönte Balladen komponiert für die Woche, Berlin 1908, S. 26–31. (mit Eduard Morasch)